# Samir Fazli
Samir Fazli (maced. Самир Фазли, ur. 22 kwietnia 1991 w Skopju) – macedoński piłkarz grający na pozycji napastnika. Od 2018 jest zawodnikiem Shkëndii Tetowo.

## Kariera klubowa
Swoją karierę piłkarską rozpoczął w klubie Makedonija Ǵorcze Petrow Skopje. Do kadry pierwszego zespołu trafił w 2009 roku. W sumie w barwach klubu ze Skopja rozegrał 47 meczów ligowych, w których zdobył 13 goli. W 2009 roku odszedł do holenderskiego SC Heerenveen. W 2013 roku był z niego wypożyczony do Helmond Sport. W latach 2014–2017 grał w FC Wil. Latem 2017 przeszedł do NK Rudeš.
| Sezon   | Klub                            | Kraj               | Rozgrywki        | Mecze | Bramki |
| ------- | ------------------------------- | ------------------ | ---------------- | ----- | ------ |
| 2007/08 | Makedonija Ǵorcze Petrow Skopje | Macedonia Północna | Prva Liga        | 28    | 3      |
| 2008/09 | Makedonija Ǵorcze Petrow Skopje | Macedonia Północna | Prva Liga        | 19    | 10     |
| 2009/10 | SC Heerenveen                   | Holandia           | Eredivisie       | 6     | 1      |
| 2010/11 | SC Heerenveen                   | Holandia           | Eredivisie       | 9     | 0      |
| 2011/12 | SC Heerenveen                   | Holandia           | Eredivisie       | 1     | 0      |
| 2012/13 | SC Heerenveen                   | Holandia           | Eredivisie       | 4     | 0      |
| 2012/13 | Helmond Sport                   | Holandia           | Eerste divisie   | 13    | 5      |
| 2013/14 | SC Heerenveen                   | Holandia           | Eredivisie       | 6     | 0      |
| 2014/15 | FC Wil                          | Szwajcaria         | Challenge League | 27    | 10     |
| 2015/16 | FC Wil                          | Szwajcaria         | Challenge League | 27    | 10     |
| 2016/17 | FC Wil                          | Szwajcaria         | Challenge League | 18    | 2      |
| 2017/18 | NK Rudeš                        | Chorwacja          | Prva HNL         | 18    | 5      |

## Kariera reprezentacyjna
Samir Fazli grał w reprezentacji Macedonii U-17, U-19 i U-21. W seniorskiej reprezentacji zadebiutował 10 sierpnia 2011 roku w wygranym 1:0 meczu przeciwko Azerbejdżanowi.